# Eudorella rochfordi
Eudorella rochfordi is een zeekommasoort uit de familie van de Leuconidae. De wetenschappelijke naam van de soort is voor het eerst geldig gepubliceerd in 1945 door Hale.